# Vajont
Vajont est une commune italienne de la province de Pordenone, dans la région du Frioul-Vénétie Julienne. Elle est créée en 1971 à la suite de la catastrophe du barrage de Vajont.

## Géographie

### Localisation
À 20 kilomètres au nord de Pordenone, Vajont se situe à 287 mètres au-dessus du niveau de la mer sur une terrasse alluviale qui domine la rive gauche de la Cellina à l'entrée de la plaine de Maniago. Son territoire ne s'étend que sur 159 hectares.

### Communes limitrophes
Vajont est limitrophe des communes de Maniago au nord, à l'est et au sud et de Montereale Valcellina à l'ouest.

### Voies de communication et transports
La commune est accessible par l'ancienne route nationale 251 qui longe le village.

## Histoire
La localité est construite ex nihilo à partir de 1966 et est érigée en commune en 1971 à partir d'une partie du territoire communal de Maniago. C'est l'une des plus petites communes d'Italie en superficie.

### Après le désastre
Un hôpital est construit pour les survivants de la tragédie du Vajont, qui vivaient à Erto e Casso sur l'emplacement de la future commune.
Le 11 octobre 1963, le président du Conseil Giovanni Leone et le ministre de l'Intérieur Mariano Rumor se réunissent dans la commune d'Erto, accompagnés du maire de celle-ci De Damiani et de son premier adjoint Martinelli, du maire de Cimolais Ambrogio Fabris ainsi que d'autres autorités plus importantes pour faire le point sur la situation afin de faire le nécessaire.
Après la catastrophe, Les personnes sont transportés successivement à Cimolais et Claut. Il fait alors déjà nuit noire et un bus plein d'enfants et de nourrissons avec leur mères arrive à la colonie de San Salvatore. Cependant on ne pouvait pas leur offrir ni repas ni logement : ils sont envoyés à l'hôtel qui se trouvait à Claut. Lors de la réunion, il est décidé d'envoyer les enfants, les femmes et les personnes âgées loin de la catastrophe entre Pordenone et Conegliano. Plusieurs villages se mobilisent et offrent un logement à 1800 personnes. Au même moment, les vivres, les médicaments arrivent ainsi que les proches, qui après un long voyage, viennent rechercher les membres de leurs familles et, dans le pire des cas, retrouver leur corps. Pour des raisons de sécurité, les deux villages sont déclarés inhabitables ; la municipalité doit aussi être transférée et la commune de Cimolais leur offre une salle. Mais finalement, les gens se retrouvent soit à Cimolais soit à Claut, les villages voisins du lieu de la tragédie[réf. nécessaire].
Le 20 octobre, des aires adaptées sont choisies pour loger très rapidement les sinistrés dans des maisons préfabriquées, une à Claut et une autre à Cimolais (mais à Cimolais la réalisation de ces bâtisses n'aura pas lieu).
Le 12 novembre, à Claut, on commence déjà à fabriquer les maisons, encore aujourd'hui certaines d'entre elles sont toujours présentes mais ne sont plus habitées, la majeure partie d'entre elles a été détruite. Toutes les personnes qui habitaient avant, à Erto et Casso, ne sont pas toutes allées à Claut et à Cimolais : ceux qui le pouvaient étaient partis vivre chez des parents ou des amis dans les alentours, au Frioul et en Vénétie, où ils avaient pu trouver un appartement. À Cimolais, des consultations pédiatriques sont ouvertes. Dix maisons préfabriquées sont construites sur le terrain donné par la province, avec l'aide de la main d'œuvre du Génie civil et de l'Église évangélique suisse qui fournit du matériel. Dix familles sont logées dans la région de Roiatta.
Le 6 avril 1964, un référendum a eu lieu pour le choix des zones. Et le 9 octobre 1964, les résidents et les propriétaires ont pu voter et s'inscrire sur les listes électorales. À la fin, pour la reconstruction des maisons, trois localités ont été choisies : Ponte Giulio (Maniago), Stortan, sur le mont d'Erto, et Pian di Vedoia (Ponte nelle Alpi). Au même moment, à Maniago a été approuvé à l'unanimité le plan pour le transfert des habitations d'Erto-Casso dans la commune.
Le 23 avril 1971, à Cimolais, le conseil municipal se réunit, en session extraordinaire et ouverte au public, dans un pré entouré par les villageois et par les forces de l'ordre qui garantissaient le maintien de l'ordre en cas de troubles majeurs. Ils se réunissent dans ce lieu insolite parce que le siège communal est occupé par un groupe de personnes qui voulaient retourner à Erto, mais qui étaient une minorité. À 15h, réunis sur convocation, les représentants des travailleurs de Erto et Casso, sont élus de manière démocratique et ainsi le conseil peut commencer. La séparation de Vajont de la commune d'Erto-Casso est décidée.
Le 12 juillet 1971, pour l'institution de la nouvelle commune de Vajont, ont été amenés par la commune d'Erto-Casso à celle de Vajont, 372 bulletins masculins et 360 bulletins féminins pour un total de 732 habitants qui sont passés à la commune de Vajont. Les premières élections municipales se tiennent le 26 novembre suivant et Renzo De Lorenzi est élu premier maire de la commune.

## Le village

### Le village revit
Au début, à Vajont, les maisons étaient toutes quasiment identiques, y compris les autres édifices. On aurait pu penser qu'il n'y avait pas vraiment eu d'étude approfondie des lieux, mais plutôt la nécessité de construire rapidement pour donner un logement à ceux qui en avaient besoin.

En fait, il y a bien eu une étude de faite, réalisée par le professeur Giuseppe Samonà, qui était parti de rien pour construire un village, de manière avant-gardiste, mais qui pouvait avoir toutes les caractéristiques nécessaires afin que ses habitants puissent y vivre correctement ; cela faisait partie des conditions et aussi de la nécessité de créer de nombreux espaces verts pour que les gens, qui seraient allés vivre dans ce nouveau village, qui étaient habitués à vivre près de la montagne, des bois et au vert, les retrouvent à nouveau.

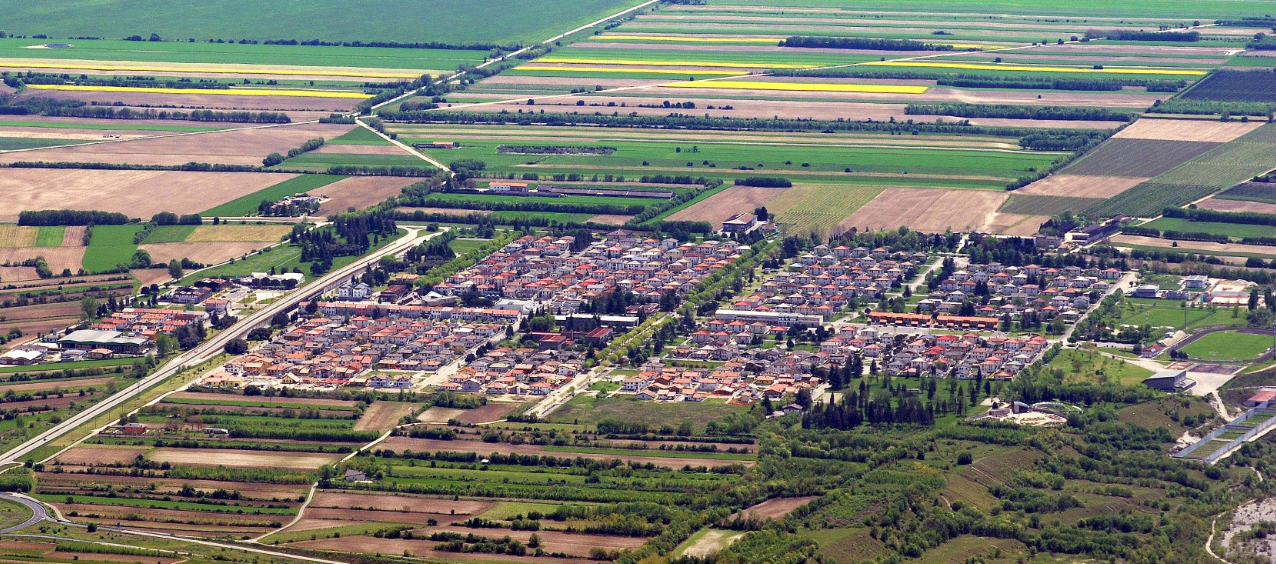
Panorama de Vajont.

Le 10 octobre 1965, le conseil municipal a délibéré que :
- les intéressés choisissent la zone dans laquelle ils souhaiteraient habiter ;
- un mois après la présentation de la demande, les lots étaient tirés au sort ;
- les commerçants s'installèrent directement vers le lieu le plus propice à leur activité ;
- le premier édifice construit à Vajont a été une maison au 9, rue S. Martino. Sa construction, comme toutes les autres, a débuté le 22 décembre 1966 avec la cérémonie de la pose de la première pierre.

Deux autres maisons sont apparues début janvier 1967, c'était celles des frères De Lorenzi. Un an et demi après, le 9 juillet 1968, quelques familles sont venues vivre à Vajont. En octobre de la même année, il y avait déjà deux cents personnes qui vivaient à Vajont et ils occupaient cinquante maisons et, à la mi novembre, ils étaient deux cent cinquante (soit soixante-six familles).
Il y a eu beaucoup de construction au nouveau village, différentes institutions, parmi elles, il y avait l'école. Le 1er octobre 1968 a été ouverte la première école de Vajont. Les cours n'avaient pas lieu dans un bâtiment construit pour cela, c'était une maison au 21, rue Mulini, au rez-de-chaussée du siège provisoire de la municipalité. Les deux enseignants faisaient l'école à trente-cinq enfants et leur nombre augmentera tout au long du mois d'octobre. Avec le temps, tout commençait à s'améliorer et ainsi, à côté des nouvelles maisons, le 1er juillet 1971, deux bâtiments scolaires ont vu le jour : une école primaire et un collège.

### La physionomie du village
La disposition des rues faisait penser aux rues romaines de l'Antiquité, c'est-à-dire, une grille très ordonnée de boulevards et de rues qui se croisent de façon régulière. Les rues n'allaient pas exactement du nord au sud ou d'est en ouest parce que le village, si on le regarde depuis le nord, est en forme de losange. En fait, il est disposé de manière parallèle aux montagnes et à la Cellina.
Les deux principaux boulevards, Pineda-Colomber, sur l'axe nord-sud, et S. Bartolomeo-SS. Gervasio e Protasio, sur l'axe est-ouest, divisent le village en quatre quartiers.
En partant du nord-est, il y a la zone où se trouve la majeure partie des entreprises commerciales, les écoles élémentaires et l'ancien collège, les maisons construites dans les années soixante-dix et un ensemble de maisons construites plus récemment. Les magasins se trouvent tous des arcades et sont construits sur deux étages : en dessous il y a le magasin et au-dessus il y a des habitations privées, regroupés en une sorte de colonnade. En allant dans le sens des aiguilles d'une montre, nous avons la mairie, la place du Monte Toc, la place Vittime del Vajont où se trouve la Fontana Monumento commémorant les victimes du Vajont, l'église, le clocher, la Canonica et le centre communautaire, l'école maternelle communale, tout autour il y a une zone verte, la poste et le dispensaire ; dans ce quartier se trouvent également les premières maisons construites, parmi lesquelles, celle qui a accueilli la première école et le premier siège communal, ainsi que celle qui a accueilli la première église.
Tout en n'étant pas au centre du village, on peut considérer le Piazzale Monte Toc comme le centre de Vajont parce qu'il est entouré d'arcades et de magasins, par la mairie et par la poste. De plus, c'est une grande place ouverte et ensoleillée où les habitants peuvent se rencontrer et flâner. Située à proximité, la place des Victimes du Vajont est plus petite et dans un certain sens, plus intime que le Piazzale Monte Toc. Elle est ornée de la fontaine-monument aux victimes du Vajont qui présente la forme d'un lac avec une digue, sur laquelle sont inscrits les noms des victimes d'Erto et de Casso.
La troisième zone, en suivant toujours le sens des aiguilles d'une montre, accueille des entreprises commerciales, les maisons “del Corriere” et d'autres maisons possédant un espace agricole : chaque lot a un lopin de terre utilisé comme potager. Les maisons “del Corriere”, appelées aussi HLM, de suite reconnaissables, sont des petites maisons en briques à deux étages, regroupées en face de la grande place en asphalte appelée place Corriere della Sera.
Enfin, la dernière zone est occupée par des maisons, à la fois anciennes et récentes. Avant il s'y trouvait aussi un parc où vivaient de véritables animaux sauvages. Après la réalisation du film « Vajont », tourné par Renzo Martinelli, c'est dans ce quartier qu'a été installé un morceau de digue fabriqué pour le tournage du film.
Une route parallèle au boulevard Pinada-Comber, la rue Col Nudo, "sépare" le village de la nouvelle zone artisanale, le stade communal doté d'une piste d'athlétisme et d'une irrigation souterraine a, en plus, une tribune qui peut accueillir 800 spectateurs (l'entreprise qui l'a construite est la même qui a réalisé le stade du Fruili à Udine), un terrain d'entraînement, un palais des sports, des terrains de tennis et de basket et la zone verte récréative que l'on surnomme « Pineta » à Vajont. De plus, on est en train de terminer la salle de gymnastique de Roccia, sur un côté du palais des sports, et quelques pistes pour pratiquer en toute sécurité le skateboard. Il y a aussi un stand de tir, construit il y a peu, pour le tir à la carabine (200m) et au pistolet (20m), tout près du torrent Cellina. L'ancien quartier du Camposanto (cimetière), vue d'en haut, fait penser à une vague, alors que la partie récente peut, toujours d'en haut, être assimilée à un gouffre. Derrière le Camposanto, on trouve une petite église construite avec des pierres et du bois pris sur les lieux. C'est un lieu de culte plein de lumière grâce à la présence d'un grand vitrail qui annonce à tous l'espoir du renouveau. Tout y est imposant comme pouvait l'être la foi quand le Camposanto était un lieu de prière et d'espérance, et non pas un sanctuaire où reposent les morts avec des fleurs en leur souvenir.

### Édifices publics
La mairie est un bâtiment de forme originale qui donne l'impression de regarder une vague ou d'être une représentation du vent. Il est de forme triangulaire et peut sembler quasi suspendu, pour la moitié, dans les airs. Au sous-sol se trouve la bibliothèque communale.
L'église, elle aussi, a une histoire particulière : la première « chapelle » se trouvait, en fait, dans un garage. Le 19 janvier 1969, les chefs de familles s'étaient réunis pour examiner les possibilités de construire une chapelle plus grande et plus adéquate au service liturgique et, le 5 juin 1969, monseigneur Roberto Carniello, bénissait la chapelle provisoire construite à Vajont, sur une zone verte, au croisement des boulevards Colomber et SS. Gervasio et Protasio, grâce à la générosité des habitants, d'entreprises de construction et de la commune. Une autre date importante dans la construction de Vajont, c'est le 2 novembre 1969, jour où a été posée la première pierre pour la construction de l'actuelle église de Vajont et du cimetière. Il y a beaucoup d'exemples d'architecture moderne dans le village. L'église et son centre communautaire annexe, ainsi que le cimetière sont l'œuvre des architectes Glauco Gresleri et Silvano Varnier. L'église est un bâtiment assez grand, mais pas voyant : très souvent les gens qui viennent à Vajont pour la première fois peinent à le reconnaître comme étant un lieu de culte.

### Dates importantes
- 12 juillet 1971 : Naissance de la commune de Vajont.
- 7 septembre 2008 : à 15 h, un violent orage éclate, avec des vents de 130 km/h : 3 toits et une voiture ont été emportés.

### Langues et dialectes
Hormis la langue italienne, les autres langues ne sont pas reconnues officiellement sur le territoire de la commune de Vajont. En fait, la commune n'entre pas dans le cadre de la Loi régionale du 18 décembre 2007, n. 29, « Normes pour la tutelle, la valorisation et la promotion de la langue frioulane » avec laquelle la région du Frioul Vénétie Julienne a fixé les dénominations officielles en frioulan standard et en frioulan dit local.

## Politique et administration

### Administration municipale
| Période | Période  | Identité         | Étiquette     | Qualité |
| ------- | -------- | ---------------- | ------------- | ------- |
| 1971    | 1978     | Renzo De Lorenzi | liste civique |         |
| 1978    | 1983     | Delfino Zoldan   | liste civique |         |
| 1983    | 1988     | Renzo De Lorenzi | liste civique |         |
| 1988    | 1993     | Delfino Zoldan   | liste civique |         |
| 1993    | 2001     | Virgilio Barzan  | liste civique |         |
| 2001    | 2016     | Felice Manarin   | liste civique |         |
| 2016    | 2022     | Lavinia Corona   | liste civique |         |
| 2022    | en cours | Virgilio Barzan  | liste civique |         |